# Кадыров, Гафур Кадырович
Гафу́р Кады́рович Кады́ров (узб. Gʻafur Qodirov; 1 февраля 1917, Ташкент, Российская империя, ныне Узбекистан — 12 ноября 1985, там же) — узбекский композитор и педагог. Заслуженный деятель искусств Узбекской ССР (1982).

## Биография
Окончил в 1945 году Ташкентскую консерваторию (ученик Бориса Надеждина). В 1945—1959 годы в Ташкентском музыкальном училище. С 1950 года вёл педагогическую деятельность; в 1960 году становится доцентом Ташкентской консерватории.

## Сочинения
- «Молодёжная увертюра» для симфонического оркестра (1954)
- поэма «Праздник в колхозе» для симфонического оркестра (1960)
- кантата для детей «Дедушка Ленин в наших сердцах» (1970)

## Награды
- 1951 — Медаль «За трудовое отличие»[1]
- 1959 — Медаль «За трудовое отличие»
- 1970 — Государственная премия Узбекской ССР имени Хамзы
- 1982 — Заслуженный деятель искусств Узбекской ССР